# جو برودهرست
جو برودهرست (انگلیسی: Joe Broadhurst؛ زادهٔ 1862) بازیکن فوتبال اهل بریتانیا است.
از باشگاه‌هایی که در آن بازی کرده‌است می‌توان به باشگاه فوتبال استوک سیتی اشاره کرد.